# Standard-Einsatz-Regel
Eine Standard-Einsatz-Regel (SER) ist eine Handlungsanweisung für Hilfsdienste.
Standard-Einsatz-Regeln werden insbesondere für Routinehandlungen festgelegt. Sie unterstützen die einheitliche Ausbildung der Hilfskräfte, indem Situationen trainiert werden um sie im Einsatzfall routinemäßig anzuwenden. Eine besondere Bedeutung besitzen die Regeln für den Fall, dass die Einheiten aus ständig wechselnden Kräften oder wechselnden Führungskräften bestehen. Die Standard-Einsatz-Regeln sind als Leitlinien zu verstehen. Konkrete Situationen fordern teilweise die Abweichung von einer Regel.
Bei der Erstellung von Standard-Einsatz-Regeln wird darauf geachtet, dass diese für allgemeine Einsätze festgelegt werden. Aus diesem Grund sind die Regeln auf ein Einsatzszenario zugeschnitten und inhaltlich allgemein verfasst. Sie sind normalerweise linear aufgebaut, besitzen keine Fallunterscheidungen und berücksichtigen die entsprechenden Unfallverhütungsvorschriften sowie weitere (Dienst-)Verordnungen.
Standard-Einsatz-Regeln können sowohl von den einzelnen Hilfskräften (z. B. der Feuerwehr) erstellt, aber auch überregional ausgegeben werden (z. B. vom Deutschen Roten Kreuz).
Eine Standard-Einsatz-Regel beinhaltet je nach Anwendungsbereich mehrere Punkte. Zum einen den Anwendungsbereich. Hier wird festgelegt für welche Arten von Gefahrensituationen die Regel gilt. Des Weiteren müssen Personal- und Materialbedarf wie Fahrzeuge, Aufmarschpläne, Selbstschutz, Taktische Aufstellung, Führungsstruktur, Zeitvorgaben, Checklisten, Vorgehen am Einsatzort sowie Gefahrenquellen am Einsatzort bedacht werden.